# Convocazioni per la FIFA Confederations Cup 2005
Elenco dei giocatori convocati da ciascuna Nazionale di calcio partecipante alla FIFA Confederations Cup 2005.

## Gruppo A

### Argentina
Allenatore:  José Pekerman
| N. | Pos. | Giocatore                | Data nascita (età)          | Pres. | Squadra             |
| -- | ---- | ------------------------ | --------------------------- | ----- | ------------------- |
| 1  | P    | Leo Franco               | 20 maggio 1977 (28 anni)    |       | Atlético Madrid     |
| 2  | D    | Walter Samuel            | 22 marzo 1978 (27 anni)     |       | Inter               |
| 3  | D    | Juan Pablo Sorín         | 5 maggio 1976 (29 anni)     |       | Villarreal          |
| 4  | D    | Javier Zanetti           | 10 agosto 1973 (31 anni)    |       | Inter               |
| 5  | C    | Esteban Cambiasso        | 18 agosto 1980 (24 anni)    |       | Inter               |
| 6  | D    | Gabriel Heinze           | 19 aprile 1978 (27 anni)    |       | Manchester Utd      |
| 7  | A    | Carlos Tévez             | 5 febbraio 1984 (21 anni)   |       | Corinthians         |
| 8  | C    | Juan Román Riquelme      | 24 giugno 1978 (26 anni)    |       | Villarreal          |
| 9  | A    | Javier Saviola           | 11 dicembre 1981 (23 anni)  |       | Monaco              |
| 10 | C    | Pablo Aimar              | 3 novembre 1979 (25 anni)   |       | Valencia            |
| 11 | A    | César Delgado            | 18 agosto 1981 (23 anni)    |       | Cruz Azul           |
| 12 | P    | Germán Lux               | 7 giugno 1982 (23 anni)     |       | River Plate         |
| 13 | D    | Gonzalo Javier Rodríguez | 10 aprile 1984 (21 anni)    |       | Villarreal          |
| 14 | D    | Gabriel Milito           | 7 settembre 1980 (24 anni)  |       | Real Saragozza      |
| 15 | D    | Diego Placente           | 24 aprile 1977 (28 anni)    |       | Bayer Leverkusen    |
| 16 | D    | Fabricio Coloccini       | 22 gennaio 1982 (23 anni)   |       | Deportivo La Coruña |
| 17 | D    | Lucas Bernardi           | 27 settembre 1977 (27 anni) |       | Monaco              |
| 18 | C    | Mario Santana            | 23 dicembre 1981 (23 anni)  |       | Palermo             |
| 19 | C    | Maxi Rodríguez           | 2 gennaio 1981 (24 anni)    |       | Espanyol            |
| 20 | C    | Martín Demichelis        | 20 dicembre 1980 (24 anni)  |       | Bayern Monaco       |
| 21 | A    | Luciano Gabriel Figueroa | 19 maggio 1981 (24 anni)    |       | Villarreal          |
| 22 | C    | Luciano Galletti         | 9 aprile 1980 (25 anni)     |       | Real Saragozza      |
| 23 | P    | Wilfredo Caballero       | 28 settembre 1981 (23 anni) |       | Elche               |

### Australia
Allenatore:  Frank Farina
| N. | Pos. | Giocatore          | Data nascita (età)          | Pres. | Squadra                  |
| -- | ---- | ------------------ | --------------------------- | ----- | ------------------------ |
| 1  | P    | Mark Schwarzer     | 6 ottobre 1972 (32 anni)    |       | Middlesbrough            |
| 2  | D    | Kevin Muscat       | 7 agosto 1973 (31 anni)     |       | Millwall                 |
| 3  | D    | Craig Moore        | 12 dicembre 1975 (29 anni)  |       | Borussia Mönchengladbach |
| 4  | D    | Lucas Neill        | 9 marzo 1978 (27 anni)      |       | Blackburn Rovers         |
| 5  | D    | Tony Vidmar        | 4 luglio 1970 (34 anni)     |       | Cardiff City             |
| 6  | D    | Tony Popović       | 4 luglio 1973 (31 anni)     |       | Crystal Palace           |
| 7  | C    | Brett Emerton      | 22 febbraio 1979 (26 anni)  |       | Blackburn Rovers         |
| 8  | C    | Josip Skoko        | 10 dicembre 1975 (29 anni)  |       | Gençlerbirliği           |
| 9  | A    | Mark Viduka        | 9 ottobre 1975 (29 anni)    |       | Middlesbrough            |
| 10 | C    | Tim Cahill         | 6 dicembre 1979 (25 anni)   |       | Everton                  |
| 11 | C    | Scott Chipperfield | 30 dicembre 1975 (29 anni)  |       | Basilea                  |
| 12 | P    | Michael Petkovic   | 16 luglio 1976 (28 anni)    |       | Trabzonspor              |
| 13 | C    | Luke Wilkshire     | 2 ottobre 1981 (23 anni)    |       | Bristol City             |
| 14 | D    | Simon Colosimo     | 8 gennaio 1979 (26 anni)    |       | Perth Glory              |
| 15 | A    | John Aloisi        | 5 febbraio 1976 (29 anni)   |       | Osasuna                  |
| 16 | A    | David Zdrilić      | 13 aprile 1974 (31 anni)    |       | Sydney FC                |
| 17 | D    | Jonathan McKain    | 21 settembre 1982 (22 anni) |       | Naţional Bucureşti       |
| 18 | P    | Željko Kalac       | 16 dicembre 1972 (32 anni)  |       | Perugia                  |
| 19 | C    | Jason Čulina       | 5 agosto 1980 (24 anni)     |       | Twente                   |
| 20 | D    | Ljubo Miličević    | 13 febbraio 1981 (24 anni)  |       | Thun                     |
| 21 | C    | Ahmad Elrich       | 30 maggio 1981 (24 anni)    |       | Fulham                   |
| 22 | A    | Archie Thompson    | 23 ottobre 1978 (26 anni)   |       | Lierse                   |
| 23 | C    | Mile Sterjovski    | 27 maggio 1979 (26 anni)    |       | Basilea                  |

### Germania
Allenatore:  Jürgen Klinsmann
| N. | Pos. | Giocatore              | Data nascita (età)          | Pres. | Squadra           |
| -- | ---- | ---------------------- | --------------------------- | ----- | ----------------- |
| 1  | P    | Oliver Kahn            | 15 giugno 1969 (36 anni)    | 78    | Bayern Monaco     |
| 2  | D    | Andreas Hinkel         | 26 marzo 1982 (23 anni)     | 13    | Stoccarda         |
| 3  | D    | Arne Friedrich         | 29 maggio 1979 (26 anni)    | 26    | Hertha Berlino    |
| 4  | D    | Robert Huth            | 18 agosto 1984 (20 anni)    | 6     | Chelsea           |
| 5  | D    | Patrick Owomoyela      | 5 novembre 1979 (25 anni)   | 6     | Arminia Bielefeld |
| 6  | C    | Marco Engelhardt       | 2 dicembre 1980 (24 anni)   | 2     | Kaiserslautern    |
| 7  | C    | Bastian Schweinsteiger | 1º agosto 1984 (20 anni)    | 14    | Bayern Monaco     |
| 8  | C    | Torsten Frings         | 22 novembre 1976 (28 anni)  | 39    | Bayern Monaco     |
| 9  | A    | Mike Hanke             | 5 novembre 1983 (21 anni)   | 1     | Schalke 04        |
| 10 | C    | Sebastian Deisler      | 5 gennaio 1980 (25 anni)    | 24    | Bayern Monaco     |
| 11 | A    | Thomas Brdarić         | 23 gennaio 1975 (30 anni)   | 8     | Wolfsburg         |
| 12 | P    | Jens Lehmann           | 10 novembre 1969 (35 anni)  | 23    | Arsenal           |
| 13 | C    | Michael Ballack        | 26 settembre 1976 (28 anni) | 53    | Bayern Monaco     |
| 14 | A    | Gerald Asamoah         | 3 ottobre 1978 (26 anni)    | 28    | Schalke 04        |
| 15 | C    | Fabian Ernst           | 20 maggio 1979 (26 anni)    | 16    | Werder Brema      |
| 16 | C    | Thomas Hitzlsperger    | 5 aprile 1982 (23 anni)     | 6     | Aston Villa       |
| 17 | D    | Per Mertesacker        | 29 settembre 1984 (20 anni) | 7     | Hannover 96       |
| 18 | C    | Tim Borowski           | 2 maggio 1980 (25 anni)     | 9     | Werder Brema      |
| 19 | C    | Bernd Schneider        | 17 novembre 1973 (31 anni)  | 48    | Bayer Leverkusen  |
| 20 | A    | Lukas Podolski         | 4 giugno 1985 (20 anni)     | 11    | Colonia           |
| 21 | D    | Christian Schulz       | 1º aprile 1983 (22 anni)    | 3     | Werder Brema      |
| 22 | A    | Kevin Kurányi          | 2 marzo 1982 (23 anni)      | 24    | Stoccarda         |
| 23 | P    | Timo Hildebrand        | 5 aprile 1979 (26 anni)     | 2     | Stoccarda         |

### Tunisia
Allenatore:  Roger Lemerre
| N. | Pos. | Giocatore           | Data nascita (età)          | Pres. | Squadra                     |
| -- | ---- | ------------------- | --------------------------- | ----- | --------------------------- |
| 1  | P    | Ali Boumnijel       | 13 aprile 1966 (39 anni)    |       | Club Africain               |
| 2  | D    | Karim Saidi         | 24 marzo 1983 (22 anni)     |       | Feyenoord                   |
| 3  | A    | Karim Essediri      | 29 luglio 1979 (25 anni)    |       | Tromsø IL                   |
| 4  | D    | Wissem Abdi         | 2 aprile 1979 (26 anni)     |       | Sfaxien                     |
| 5  | A    | Ziad Jaziri         | 12 luglio 1978 (26 anni)    |       | Gaziantepspor               |
| 6  | D    | Hatem Trabelsi      | 25 gennaio 1977 (28 anni)   |       | Ajax                        |
| 7  | A    | Imed Mhedhebi       | 22 marzo 1976 (29 anni)     |       | Étoile Sahel                |
| 8  | C    | Mehdi Nafti         | 28 novembre 1978 (26 anni)  |       | Birmingham City             |
| 9  | A    | Haykel Guemamdia    | 22 dicembre 1981 (23 anni)  |       | Sfaxien                     |
| 10 | C    | Kaies Ghodhbane     | 7 gennaio 1976 (29 anni)    |       | Samsunspor                  |
| 11 | A    | Francileudo Santos  | 20 marzo 1979 (26 anni)     |       | Sochaux                     |
| 12 | C    | Jawhar Mnari        | 8 novembre 1976 (28 anni)   |       | Espérance Sportive de Tunis |
| 13 | C    | Hamed Namouchi      | 1º dicembre 1984 (20 anni)  |       | Rangers                     |
| 14 | C    | Adel Chedli         | 16 settembre 1976 (28 anni) |       | Istres                      |
| 15 | D    | Radhi Jaïdi         | 30 agosto 1975 (29 anni)    |       | Bolton Wanderers            |
| 16 | P    | Khaled Fadhel       | 29 settembre 1976 (28 anni) |       | Diyarbakırspor              |
| 17 | C    | Chaouki Ben Saada   | 1º luglio 1984 (20 anni)    |       | Sporting Bastia             |
| 18 | C    | Selim Ben Achour    | 8 settembre 1981 (23 anni)  |       | Paris Saint-Germain         |
| 19 | D    | Anis Ayari          | 16 febbraio 1982 (23 anni)  |       | Samsunspor                  |
| 20 | D    | José Clayton        | 21 marzo 1974 (31 anni)     |       | Espérance Sportive de Tunis |
| 21 | A    | Issam Jemâa         | 28 gennaio 1984 (21 anni)   |       | Espérance Sportive de Tunis |
| 22 | P    | Hamdi Kasraoui      | 18 febbraio 1983 (22 anni)  |       | Espérance Sportive de Tunis |
| 23 | D    | Amir Hadj Massaoued | 8 febbraio 1981 (24 anni)   |       | Sfaxien                     |

## Gruppo B

### Brasile
Allenatore:  Carlos Alberto Parreira
| N. | Pos. | Giocatore            | Data nascita (età)         | Pres. | Squadra          |
| -- | ---- | -------------------- | -------------------------- | ----- | ---------------- |
| 1  | P    | Dida                 | 7 ottobre 1973 (31 anni)   |       | Milan            |
| 2  | D    | Maicon               | 26 luglio 1981 (23 anni)   |       | Monaco           |
| 3  | D    | Lúcio                | 8 maggio 1978 (27 anni)    |       | Bayern Monaco    |
| 4  | D    | Roque Júnior         | 31 agosto 1976 (28 anni)   |       | Bayer Leverkusen |
| 5  | C    | Emerson              | 4 aprile 1976 (29 anni)    |       | Juventus         |
| 6  | D    | Gilberto             | 25 aprile 1976 (29 anni)   |       | Hertha Berlino   |
| 7  | A    | Robinho              | 25 gennaio 1984 (21 anni)  |       | Santos           |
| 8  | C    | Kaká                 | 22 aprile 1982 (23 anni)   |       | Milan            |
| 9  | A    | Adriano              | 17 febbraio 1982 (23 anni) |       | Inter            |
| 10 | C    | Ronaldinho           | 21 marzo 1980 (25 anni)    |       | Barcellona       |
| 11 | C    | Zé Roberto           | 6 luglio 1974 (30 anni)    |       | Bayern Monaco    |
| 12 | P    | Marcos               | 4 agosto 1973 (31 anni)    |       | Palmeiras        |
| 13 | D    | Cicinho              | 24 giugno 1980 (24 anni)   |       | San Paolo        |
| 14 | D    | Juan                 | 1º febbraio 1979 (26 anni) |       | Bayer Leverkusen |
| 15 | D    | Luisão               | 13 febbraio 1981 (24 anni) |       | Benfica          |
| 16 | D    | Léo                  | 6 luglio 1975 (29 anni)    |       | Benfica          |
| 17 | C    | Gilberto Silva       | 7 ottobre 1976 (28 anni)   |       | Arsenal          |
| 18 | C    | Juninho Pernambucano | 30 gennaio 1975 (30 anni)  |       | Lyon             |
| 19 | C    | Renato               | 15 maggio 1979 (26 anni)   |       | Siviglia         |
| 20 | A    | Júlio Baptista       | 1º ottobre 1981 (23 anni)  |       | Siviglia         |
| 21 | A    | Ricardo Oliveira     | 6 maggio 1980 (25 anni)    |       | Real Betis       |
| 22 | C    | Eduardo César Gaspar | 15 maggio 1978 (27 anni)   |       | Arsenal          |
| 23 | P    | Heurelho Gomes       | 15 febbraio 1981 (24 anni) |       | PSV              |

### Grecia
Allenatore:  Otto Rehhagel
| N. | Pos. | Giocatore              | Data nascita (età)          | Pres. | Squadra          |
| -- | ---- | ---------------------- | --------------------------- | ----- | ---------------- |
| 1  | P    | Antōnīs Nikopolidīs    | 14 ottobre 1971 (33 anni)   |       | Olympiakos       |
| 2  | D    | Giourkas Seitaridis    | 4 giugno 1981 (24 anni)     |       | Porto            |
| 3  | D    | Loukas Vyntra          | 5 febbraio 1981 (24 anni)   |       | Panathīnaïkos    |
| 4  | D    | Efstathios Tavlaridis  | 25 gennaio 1980 (25 anni)   |       | Lilla            |
| 5  | D    | Sotirios Kyrgiakos     | 23 luglio 1979 (25 anni)    |       | Rangers          |
| 6  | C    | Aggelos Mpasinas       | 3 luglio 1976 (28 anni)     |       | Panathīnaïkos    |
| 7  | C    | Theodōros Zagorakīs    | 27 ottobre 1971 (33 anni)   |       | Bologna          |
| 8  | C    | Stelios Giannakopoulos | 12 luglio 1974 (30 anni)    |       | Bolton Wanderers |
| 9  | A    | Angelos Charisteas     | 9 febbraio 1980 (25 anni)   |       | Ajax             |
| 10 | C    | Vasilīs Tsiartas       | 12 novembre 1972 (32 anni)  |       | Colonia          |
| 11 | A    | Dīmītrios Papadopoulos | 20 ottobre 1981 (23 anni)   |       | Panathīnaïkos    |
| 12 | P    | Konstantinos Chalkias  | 30 maggio 1974 (31 anni)    |       | Panathīnaïkos    |
| 13 | P    | Michalīs Sīfakīs       | 11 settembre 1984 (20 anni) |       | OFI Creta        |
| 14 | D    | Takis Fyssas           | 12 giugno 1973 (32 anni)    |       | Benfica          |
| 15 | A    | Zīsīs Vryzas           | 9 novembre 1973 (31 anni)   |       | Celta Vigo       |
| 16 | C    | Pantelīs Kafes         | 24 giugno 1978 (26 anni)    |       | Olympiacos       |
| 17 | A    | Ioannis Amanatidis     | 3 dicembre 1981 (23 anni)   |       | Kaiserslautern   |
| 18 | D    | Giannīs Gkoumas        | 24 maggio 1975 (30 anni)    |       | Panathīnaïkos    |
| 19 | D    | Michalīs Kapsīs        | 18 ottobre 1973 (31 anni)   |       | Bordeaux         |
| 20 | C    | Giōrgos Karagkounīs    | 6 marzo 1977 (28 anni)      |       | Inter            |
| 21 | C    | Kōstas Katsouranīs     | 21 giugno 1979 (25 anni)    |       | AEK Athens       |
| 22 | A    | Theofanis Gekas        | 23 maggio 1980 (25 anni)    |       | Panathīnaïkos    |
| 23 | C    | Vasilīs Lakīs          | 10 settembre 1976 (28 anni) |       | Crystal Palace   |

### Giappone
Allenatore:  Zico
| N. | Pos. | Giocatore             | Data nascita (età)          | Pres. | Reti | Squadra                   |
| -- | ---- | --------------------- | --------------------------- | ----- | ---- | ------------------------- |
| 1  | P    | Seigō Narazaki        | 11 aprile 1976 (29 anni)    | 48    | 0    | Nagoya Grampus            |
| 2  | D    | Makoto Tanaka         | 8 agosto 1975 (29 anni)     | 22    | 0    | Júbilo Iwata              |
| 3  | D    | Takayuki Chano        | 23 novembre 1976 (28 anni)  | 4     | 0    | JEF United Ichihara Chiba |
| 4  | C    | Yasuhito Endō         | 28 gennaio 1980 (25 anni)   | 33    | 3    | Gamba Osaka               |
| 5  | D    | Tsuneyasu Miyamoto    | 7 febbraio 1977 (28 anni)   | 53    | 3    | Gamba Osaka               |
| 6  | C    | Kōji Nakata           | 9 luglio 1979 (25 anni)     | 49    | 2    | Olympique Marsiglia       |
| 7  | C    | Hidetoshi Nakata      | 22 gennaio 1977 (28 anni)   | 64    | 10   | Fiorentina                |
| 8  | C    | Mitsuo Ogasawara      | 5 aprile 1979 (26 anni)     | 36    | 5    | Kashima Antlers           |
| 9  | A    | Keiji Tamada          | 11 aprile 1980 (25 anni)    | 26    | 5    | Kashiwa Reysol            |
| 10 | C    | Shunsuke Nakamura     | 24 giugno 1978 (26 anni)    | 50    | 12   | Reggina                   |
| 11 | A    | Takayuki Suzuki       | 5 giugno 1976 (29 anni)     | 52    | 11   | Kashima Antlers           |
| 12 | P    | Yōichi Doi            | 25 luglio 1973 (31 anni)    | 2     | 0    | FC Tokyo                  |
| 13 | A    | Atsushi Yanagisawa    | 27 maggio 1977 (28 anni)    | 47    | 14   | Messina                   |
| 14 | D    | Alessandro dos Santos | 20 luglio 1977 (27 anni)    | 53    | 5    | Urawa Red Diamonds        |
| 15 | C    | Takashi Fukunishi     | 1º settembre 1976 (28 anni) | 48    | 6    | Júbilo Iwata              |
| 16 | A    | Masashi Ōguro         | 4 maggio 1980 (25 anni)     | 6     | 2    | Gamba Osaka               |
| 17 | C    | Atsuhiro Miura        | 24 giugno 1974 (30 anni)    | 25    | 1    | Vissel Kobe               |
| 18 | C    | Junichi Inamoto       | 18 settembre 1979 (25 anni) |       | 4    | West Bromwich Albion      |
| 19 | C    | Masashi Motoyama      | 20 giugno 1979 (25 anni)    | 22    | 0    | Kashima Antlers           |
| 20 | D    | Keisuke Tsuboi        | 16 settembre 1979 (25 anni) | 24    | 0    | Urawa Red Diamonds        |
| 21 | D    | Akira Kaji            | 13 gennaio 1980 (25 anni)   | 29    | 0    | FC Tokyo                  |
| 22 | D    | Teruyuki Moniwa       | 8 settembre 1981 (23 anni)  | 3     | 0    | FC Tokyo                  |
| 23 | P    | Yoshikatsu Kawaguchi  | 15 agosto 1975 (29 anni)    | 73    | 0    | Júbilo Iwata              |

### Messico
Allenatore: Ricardo Lavolpe
| N. | Pos. | Giocatore             | Data nascita (età)          | Pres. | Squadra          |
| -- | ---- | --------------------- | --------------------------- | ----- | ---------------- |
| 1  | P    | Oswaldo Sánchez       | 21 settembre 1973 (31 anni) |       | Guadalajara      |
| 2  | D    | Aarón Galindo         | 8 maggio 1982 (23 anni)     |       | Cruz Azul        |
| 3  | D    | Carlos Salcido        | 2 aprile 1980 (25 anni)     |       | Guadalajara      |
| 4  | D    | Rafael Márquez        | 13 febbraio 1979 (26 anni)  |       | Barcellona       |
| 5  | D    | Ricardo Osorio        | 30 marzo 1980 (25 anni)     |       | Cruz Azul        |
| 6  | C    | Gerardo Torrado       | 30 aprile 1979 (26 anni)    |       | Cruz Azul        |
| 7  | C    | Zinha                 | 23 maggio 1976 (29 anni)    |       | Toluca           |
| 8  | C    | Pável Pardo           | 26 luglio 1976 (28 anni)    |       | América          |
| 9  | A    | Jared Borgetti        | 14 agosto 1974 (30 anni)    |       | Pachuca          |
| 10 | A    | Omar Bravo            | 4 marzo 1980 (25 anni)      |       | Guadalajara      |
| 11 | C    | Ramón Morales         | 10 ottobre 1975 (29 anni)   |       | Guadalajara      |
| 12 | P    | Moisés Muñoz          | 1º febbraio 1980 (25 anni)  |       | Monarcas Morelia |
| 13 | A    | Rafael Márquez Lugo   | 2 novembre 1981 (23 anni)   |       | Monarcas Morelia |
| 14 | C    | Gonzalo Pineda        | 19 ottobre 1982 (22 anni)   |       | UNAM Pumas       |
| 15 | D    | Hugo Sánchez Guerrero | 8 maggio 1981 (24 anni)     |       | Tigres UANL      |
| 16 | D    | Mario Méndez          | 1º giugno 1979 (26 anni)    |       | Toluca           |
| 17 | A    | Francisco Fonseca     | 2 ottobre 1979 (25 anni)    |       | Cruz Azul        |
| 18 | D    | Salvador Carmona      | 22 agosto 1976 (28 anni)    |       | Cruz Azul        |
| 19 | A    | Alberto Medina        | 29 maggio 1983 (22 anni)    |       | Guadalajara      |
| 20 | C    | Juan Pablo Rodríguez  | 7 agosto 1979 (25 anni)     |       | Tecos UAG        |
| 21 | C    | Jaime Lozano          | 29 settembre 1979 (25 anni) |       | UNAM Pumas       |
| 22 | C    | Luis Ernesto Pérez    | 12 gennaio 1981 (24 anni)   |       | Monterrey        |
| 23 | P    | José de Jesús Corona  | 26 gennaio 1981 (24 anni)   |       | Tecos UAG        |